# Serna del Monte
La Serna del Monte – gmina w Hiszpanii, w prowincji Madryt, we wspólnocie autonomicznej Madrytu, o powierzchni 5,44 km². W 2011 roku gmina liczyła 104 mieszkańców.